# Wojdyty
Wojdyty – część wsi Rogóż w Polsce, położona w województwie warmińsko-mazurskim, w powiecie lidzbarskim, w gminie Lidzbark Warmiński.
W latach 1975–1998 Wojdyty administracyjnie należały do województwa olsztyńskiego.